# إدوارد إف. بويد
إدوارد إف. بويد (بالإنجليزية: Edward F. Boyd)‏ هو شخصية أعمال أمريكي، ولد في 27 يونيو 1914، وتوفي في 30 أبريل 2007 بسبب سكتة.